# Sulk
Sulk - singel zapowiadający debiutancki album zespołu Kamp!. Grupa udostępniła plik z singlem do darmowego ściągnięcia. To promocyjnie pierwszy singel z albumu, w rzeczywistości trzeci (wliczając wydane komercyjnie EP-ki "Heats" i "Cairo").

## Notowania
| Lista                       | Pozycja |
| --------------------------- | ------- |
| Szczecińska Lista Przebojów | 20      |